# Türgešové

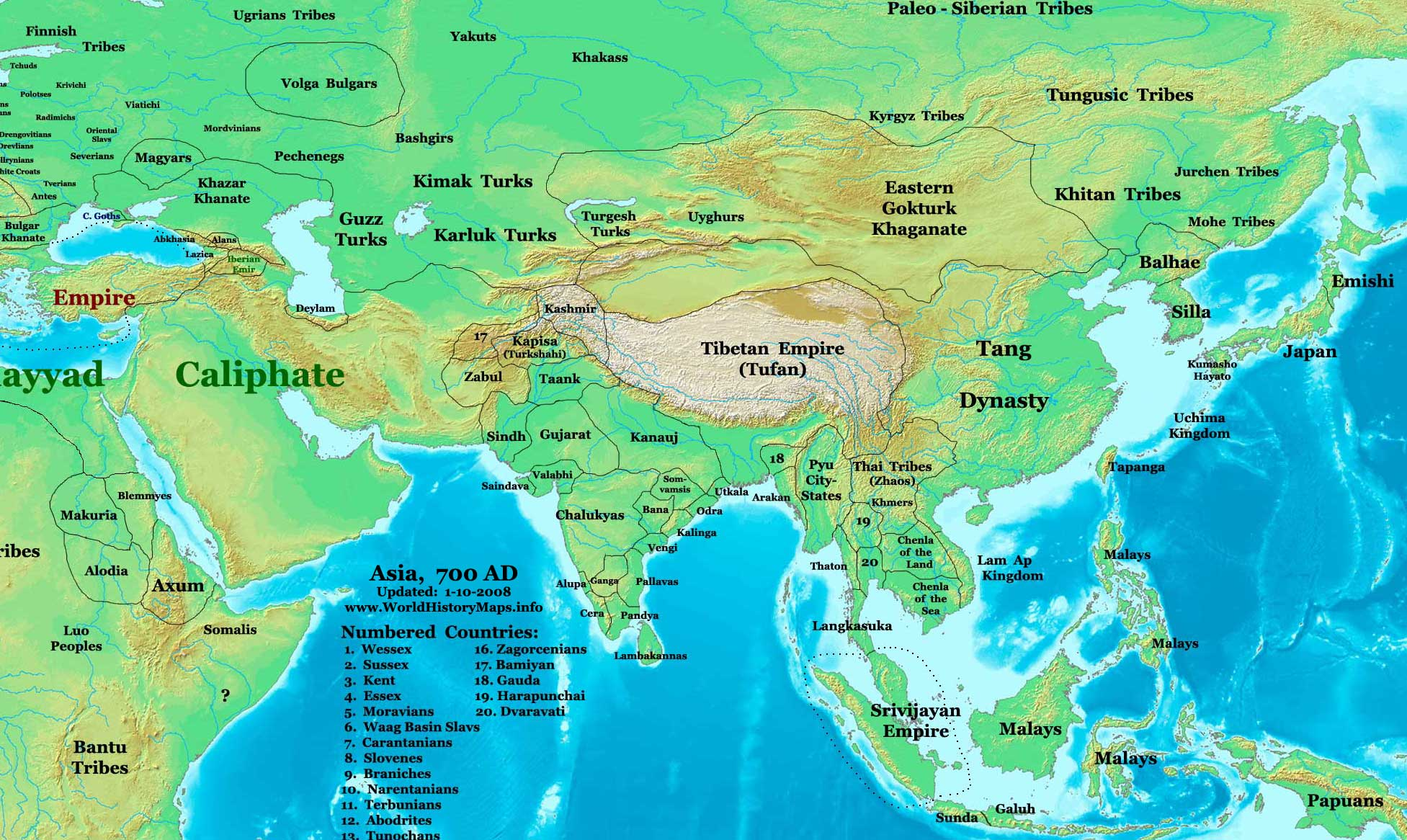
Asie kolem roku 700

Türgešové (staroturecky 𐱅𐰇𐰼𐰏𐰾:𐰉𐰆𐰑, Türügeš budun) byl turkický kmen a kmenový svaz žijící v Sedmiříčí. V 7. století byli jedním z pěti kmenů kmenového svazu Dulu, a s ním částí Západoturkutského kaganátu. Po rozpadu Západoturkutského kaganátu (659) podléhali protektorátům říše Tchang, roku 699 vznikl samostatný Türgešský kaganát, který se začátkem 8. století stal načas dominantní silou ve střední Asii, přičemž bojoval s arabským chalífátem, Východoturkutským kaganátem, říší Tchang a Tibetem. Pod tlakem Arabů a Tchangů zeslábli, ve 40. letech 8. století si je podrobili Tchangové a roku 766 kaganát zanikl. Území Türgešů v Sedmiříčí poté převzali Karlukové, džungarské Türgeše pohltili Ujgurové.
Vnitřně se Türgešové dělili na několik kmenů seskupených do „žlutých“ a „černých“ Türgešů.